# Jaroslava Blažková
Jaroslava Blažková (Velké Meziříčí, 15 de noviembre de 1933 – 20 de febrero de 2017) fue una novelista, cuentista, periodista y escritora de literatura infantil eslovaca.

## Biografía
Blažková nació en Velké Meziříčí en lo que ahora es la República Checa, empezó los estudios secundarios en Praga aunque los completó en Bratislava. Después de estudiar filosofía en la Universidad Comenius de Bratislava, en 1954 empezó a trabajar como periodista. A principios de los 60, se convirtió en una de las colaboradoras más importantes de Mladá Tvorba, una revista literaria para jóvenes. También fue miembro clave del llamado grupo de jóvenes autores de la llamada Generación 56, publicando cuentos innovadores en Mladá tvorba, Kultúrny život y otras revistas, escritos en un estilo coloquial con connotaciones irónicas. Su exitosa novela corta "Nylonový mesiac" (Luna de nylon, 1961), que más tarde sirvió de base para un guion, es un buen ejemplo. Su énfasis en la emancipación de sus heroínas se puede ver en su colección de cuentos "Jahniatko a grandi" (Corderos y grandes, 1964). Su novela Môj skvelý brat Robinson (1968) está dirigida a un público adulto joven, contando la historia de la rivalidad entre dos hermanos por la heroína y sacando a relucir las tensiones entre la generación mayor y el nuevo enfoque de la juventud.
Después de la invasión soviética de Checoslovaquia de 1968, emigró a Canadá, estableciéndose en Toronto. Sus libros ya no se publicaron en Checoslovaquia, pero se unió al servicio eslovaco de la Canadian Broadcasting Corporation en Montreal, editó Nový domov (una revista para emigrados) y trabajó para la editorial de Josef Škvorecký, 68 Publishers. Vivió en Guelph, Ontario, pero visitó con frecuencia Eslovaquia, donde sus libros fueron reeditados.

## Obra
Para adultos
- 1961: Nylonový mesiac
- 1964: Jahniatko a grandi, cuentos y novelas
- 1968: Môj skvelý brat Robinson, novela
- 1997: ... ako z gratulačnej karty (prosa)
- 2001: Svadba v Káne Galilejskej, cuentos
- 2005: Happyendy
- 2013: To decko je blázon (Zo spomienok rozmaznanej dcérušky)

Para niños
- Tóno, ja a mravce, libro educativo
- Ostrov kapitána Hašašara, libro educativo
- Ohňostroj pre deduška, libro de humor
- Daduška a jarabáč, libro gráfico
- Ako si mačky kúpili televízor, cuento
- Rozprávky z červenej ponožky, historias cortas
- Minka a pyžaminka
- Traja nebojsovia a duch Miguel
- Mačky vo vreci, cuentos